# Damhuskroen
Damhuskroen er et spise- og dansested beliggende ved Damhussøen i Rødovre vest for København.
Kroens historie går tilbage til første fjerdedel af 1600-tallet, hvor Christian 4. gav tilladelse til at opføre et mindre vagthus ved dæmningen over Damhussøen. Huset fungerede som bolig for en opsynsmand, der holdt øje med dæmningens sluse. I 1682 optræder en kro for første gang i beskrivelsen af Rødovre – navnet var dengang Langvejs Damhus. Der var imidlertid ingen bevilling til at drive kro; først i 1757 opnås kongeligt privilegium til dette. Anlæggelsen af jernbanen fra København til Roskilde betød et drastisk fald i antallet af gæster til kroen, men i slutningen af 1800-tallet oplevede den en renæssance, idet mange københavnere frekventerede stedet grundet dets landlige idyl. Blandt gæsterne var forfatterne Holger Drachmann og Viggo Stuckenberg. 
Omkring 1930 var Damhuskroen dog atter ringe besøgt, og de besøgende der var, blev betegnet som tvivlsomme. Familien Stephansen overtog driften af kroen i 1936 og fik gjort den til et populært sted for folkelige arrangementer som foreningsmøder, baller, dilettanter, juletræsfester m.m. Under Besættelsen dannede kroen ramme om mange nationale møder, bl.a. alsang. En del af arrangementerne var arrangeret af Rødovre og Omegns Gymnastikforening, der bl.a. engagerede Gunnar Lemvigh, Ib Schønberg, Christian Arhoff og Erika Voigt.
Siden er Damhuskroen blevet kendt for sine enkeballer, kaldet Ladies Night. Kroens julefrokoster er også populære. Flere entertainere optrådte jævnligt på kroen, bl.a. Monrad og Rislund.
The Old Irish Pub overtog  i juni 2020 Damhuskroen.